# Polylepis weberbaueri
Polylepis weberbaueri là một loài thực vật thuộc họ Rosaceae. Loài này có ở Ecuador và Peru. Chúng hiện đang bị đe dọa vì mất môi trường sống.